# Луїс Кабальєро
Луїс Кабальєро (ісп. Luis Caballero, 17 вересня 1962, Асунсьйон — 6 травня 2005, Асунсьйон) — парагвайський футболіст, що грав на позиції центрального захисника.
Виступав, зокрема, за клуб «Олімпія» (Асунсьйон), а також національну збірну Парагваю, у складі якої був учасником чемпіонаті світу 1986 року та Кубка Америки 1989 року.

## Клубна кар'єра
У дорослому футболі дебютував виступами за команду «Гуарані» (Асунсьйон), з якої 1990 року потрапив до аргентинського клубу «Депортіво Мандію», де провів 4 сезони, взявши участь у 120 іграх чемпіонату.
Завершив кар'єру футболіста на батьківщині виступами за команду «Олімпія» (Асунсьйон) у 1995 році.

## Виступи за збірну
1983 року дебютував в офіційних матчах у складі національної збірної Парагваю.
У складі збірної був учасником чемпіонату світу 1986 року у Мексиці, де на поле не виходив, а також Кубка Америки 1989 року у Бразилії, де Парагвай посів четверте місце. Кабальєро зіграв у п'яти іграх — у двох матчах групового етапу проти Венесуели (3:0) та Бразилії (0:2) та у одному матчі на фінальному етапі проти Уругваю (0:3).
Загалом протягом кар'єри у національній команді провів у її формі 27 матчів.

## Особисте життя і смерть
Його син, Луїс Нері Кабальєро, також став футболістом і виступав за збірну Парагваю.
6 травня 2005 року був вбитий на 43-му році життя під час пограбування в його офісі у Вілла-Моррі у місті Асунсьйон.